# Orestes shirakii
Orestes shirakii (Syn.: Pylaemenes shirakii) ist ein Vertreter der zu den Gespenstschrecken zählenden Gattung Orestes.

## Merkmale
Von Orestes shirakii sind bisher lediglich Weibchen bekannt. Diese sind sehr schlank und können eine Länge von gut 5 cm erreichen. Von Orestes guangxiensis sind sie leicht anhand der Größe zu unterscheiden. Das langgestreckte Mesonotum von Orestes shirakii ist dreimal so lang wie das Pronotum. Das von Orestes guangxiensis ist nur 2,5-mal so lang wie das Pronotum. Dem dritten bis fünften Tergit des Abdomens fehlen bei Orestes shirakii die hinteren seitlichen Tuberkel sowie der verkürzte hintere Rand des achten Sternits (Subgenitalplatte). Das Mesonotum ist nach hinten leicht erweitert, das Metanotum ist rechtwinklig. Bei der ähnlichen Orestes japonicus ist das Mesonotum parallelseitig und das Metanotum quadratisch.

## Vorkommen und Lebensweise
Als Verbreitungsgebiet der Art werden weite Teile Taiwans genannt, wo sie in Höhen unter 1000 m vorkommt.
Die Weibchen beginnen etwa sechs Wochen nach der Häutung zur Imago wöchentlich ein bis drei Eier in oder auf feuchtem Boden abzulegen. Diese benötigen vier bis sechs Monate bis zum Schlupf. Die frisch geschlüpften Nymphen beginnen erst nach zirka zwei Wochen zu fressen und benötigen bis zu 15 Monaten, bis sie adult sind. Bei Berührung stellen sich sowohl Imagines als auch Nymphen tot.

## Taxonomie und Systematik
George Ho Wai-Chun und Paul D. Brock beschrieben die Art unter dem Basionym Pylaemenes shirakii anhand eines von Ho am 2. Oktober 2009 in Taipeh City gefundenen adulten Weibchens. Dieses ist als Holotypus in der Sammlung der Hongkong Entomological Society hinterlegt. Der Artname ist dem Taiwanischen Entomologen Tokuichi Shiraki gewidmet. Im Rahmen der Beschreibung von sechs neuen Arten aus Vietnam stellten Joachim Bresseel und Jérôme Constant die Art 2018 in die Gattung Orestes. Bereits 1935 hatte Shiraki in Taiwan gesammelte Exemplare der Art fälschlich als Datames mouhotii (heute gültiger Name Orestes mouhotii) identifiziert. Auch die Veröffentlichungen von Hua 2000, Huang 2002 und Xu 2005 über Orestes mouhotii aus Taiwan beziehen sich danach auf Orestes shirakii. Anders verhält es sich mit den von den japanischen Ryūkyū-Inseln beschriebenen Tieren. Diese wurden von Masaya Okada (1999) sowie Brock (1999) ebenfalls Datames mouhotii zugeordnet, von Brock & Okada (2005) sowie von Ichikawa (2015) als Pylaemenes guangxiensis (heute gültiger Name Orestes guangxiensis) bezeichnet und von Ho (2013) und Frank H. Hennemann et al. (2016) als Orestes shirakii bezeichnet, gehören aber zu der erst 2016 von Ho beschriebenen, nahe verwandten Orestes japonicus.
Wie molekulargenetische Untersuchungen von Sarah Bank et al. zeigen, bildet Orestes shirakii gemeinsam mit Orestes japonicus und zwei vietnamesischen Arten eine Klade innerhalb der monophyletischen Gattung Orestes. Bei den vietnamesischen Arten handelt es sich um Orestes dittmari und eine noch unbeschriebene Art aus dem Tay Yen Tu Naturschutzgebiet.

## Terraristik
Der erste und bisher einzige in der Terraristik verbreitete, parthenogenetische Zuchtstamm geht auf Eier zurück, die Bruno Kneubühler 2009 aus dem Norden Taiwans erhielt und die er 2010 als Pylaemenes guangxiensis "Taiwan" verteilte. Teilweise wird der Zuchtstamm immer noch fälschlich als Orestes guangxiensis "Taiwan" bezeichnet.
Orestes shirakii bevorzugt eine hohe Luftfeuchtigkeit, die durch eine mit feuchtem Moos abgedeckte Schicht Erde erreicht werden kann. Gefressen werden Blätter von Brombeeren oder anderen Rosengewächsen, außerdem auch von Lorbeerkirsche, Shallon-Scheinbeere (Salal), Eichen, Buchen, Haseln sowie von Efeutute und anderen Aronstabgewächsen.